# Вімблдонський турнір 2014
Вімблдонський турнір 2014 проходив з 23 червня по 6 липня 2014 року на кортах Всеанглійського клубу лаун-тенісу і крокету в передмісті Лондона Вімблдоні. Це був 128-ий Вімблдонський чемпіонат, а також третій турнір Великого шлему з початку року. Турнір входить до програм ATP та WTA турів.

## Результати фіналів

### Дорослі
Чоловіки, одиночний розряд
- Новак Джокович переміг  Роджера Федерера, 6–7(7–9), 6–4, 7–6(7–4), 5–7, 6–4

Жінки, одиночний розряд
- Петра Квітова перемогла  Ежені Бушар, 6–3, 6–0

Чоловіки, парний розряд
- Васек Поспішил /  Джек Сок перемогли пару  Боб Браян /  Майк Браян, 7–6(7–5), 6–7(3–7), 6–4, 3–6, 7–5

Жінки, парний розряд
- Сара Еррані /  Роберта Вінчі перемогли пару  Тімеа Бабош /  Крістіна Младенович, 6–1, 6–3

Мікст
- Ненад Зімоньїч /  Саманта Стосур перемогли пару  Макс Мирний /  Чжань Хаоцін, 6–4,  6–2

### Юніори
Хлопці, одиночний розряд
- Ной Рубін переміг  Стефана Козлова, 6–4, 4–6, 6–3

Дівчата, одиночний розряд
- Олена Остапенко перемогла  Крістіну Шмідлову, 2–6, 6–3, 6–0

Хлопці, парний розряд
- Орландо Луж /  Марсело Зорманн перемогли пару  Стефан Козлов /  Андрій Рубльов, 6–4, 3–6, 8–6

Дівчата, парний розряд
- Тамі Гренде /  Є Цюю перемогли пару  Маріє Боузкова /  Галфі Далма, 6–2, 7–6(7–5)